# Enzo Trossero
Enzo Hector Trossero est un footballeur argentin (milieu de terrain) reconverti dans une carrière d'entraîneur. Il est né le 23 mai 1953 à Esmeralda en Argentine.
Au long de ses 16 années de carrière professionnelle, il joue plus de 308 rencontres de championnat national et inscrit plus de 55 buts dans trois pays différents.
De 1975 à 1985, il reçoit par ailleurs 30 sélections en équipe d'Argentine.

## Carrière de joueur

### Clubs successifs
- 1971-1972 :  Sportivo Belgrano
- 1972-1975 :  Colón de Santa Fe
- 1975-1979 :  CA Independiente
- 1979-1981 :  FC Nantes (69 matchs, 12 buts)
- 1981-1985 :  CA Independiente
- 1985-1986 :  Deportivo Toluca
- 1986-1987 :  Estudiantes de La Plata
- 1987-1988 :  FC Sion[1]
- 1989 :  Estudiantes de La Plata[2],[3]

### Palmarès
- 1977 : Champion d'Argentine  Argentine
- 1978 : Champion d'Argentine  Argentine
- 1980 : Champion de France  France
- 1983 : Champion d'Argentine  Argentine
- 1984 : Vainqueur de la Coupe libertadores
- 1984 : Vainqueur de la Coupe intercontinentale

## Carrière d'entraîneur

### Clubs successifs
- 1987-1990 :  Argentine moins de 20 ans et moins de 16 ans
- 1990-1992 :  FC Sion
- 1992-1994 :  CA Huracán
- 1994-1995 :  Estudiantes de La Plata
- 1995-1997 :  Colón de Santa Fe
- 1997-1998 :  San Martín de Tucumán
- janvier 1999-1999 :  FC Lugano
- 1999-2000 :  CA Independiente
- août 2000-juin 2001 : sélectionneur de la  Suisse
- 2004-2007 :  CSD Municipal
- 2007-2009 :  Al-Shabab Riyad
- novembre 2009-janvier 2010 :  Godoy Cruz
- janvier-décembre 2011 :  Ittihad Djeddah
- janvier 2011-2011 :  Al-Shabab Riyad

### Palmarès
- 1991 : Champion de Suisse avec le FC Sion
- 1991 : Vainqueur de la coupe de Suisse avec le FC Sion
- 1997 : Vice-champion d'Argentine de Primera-B de football (matches retour) avec le Colón
- 2000 : Vice-champion du Argentine (matches aller) avec le Independiente
- 2003 : Vainqueur de la coupe du Guatemala avec le Deportivo Municipal
- 2003 : Champion du Guatemala (matches aller) avec le Deportivo Municipal
- 2004 : Vainqueur de la coupe du Guatemala avec le Deportivo Municipal
- 2004 : Champion du Guatemala (matches aller) avec le Deportivo Municipal
- 2004 : Vainqueur de la coupe d'Amérique centrale avec le Deportivo Municipal
- 2005 : Champion du Guatemala (matches aller) avec le Deportivo Municipal
- 2005 : Champion du Guatemala (matches retour) avec le Deportivo Municipal
- 2006 : Champion du Guatemala (matches aller) avec le Deportivo Municipal
- 2006 : Champion du Guatemala (matches retour) avec le Deportivo Municipal